# 광역시 (이탈리아)

이탈리아의 광역시

광역시(이탈리아어: Città metropolitana 치타 메트로폴리타나[*])는 이탈리아의 행정 구역 가운데 하나이다.
1990년에 시행된 《이탈리아 지방자치법》(이탈리아어: Statuti del comune italiano)에 의해 신설되었으며 모든 광역시는 하나의 도를 구성한다. 같은 이름을 가진 중심 도시의 시장은 광역시장을 겸임한다. 2021년 2월 15일 기준으로 이탈리아에는 14개의 광역시가 있다.
- 로마 수도광역시 (라치오주 로마도)
- 토리노 광역시 (피에몬테주 토리노도)
- 밀라노 광역시 (롬바르디아주 밀라노도)
- 베네치아 광역시 (베네토주 베네치아도)
- 제노바 광역시 (리구리아주 제노바도)
- 볼로냐 광역시 (에밀리아로마냐주 볼로냐도)
- 피렌체 광역시 (토스카나주 피렌체도)
- 바리 광역시 (풀리아주 바리도)
- 나폴리 광역시 (캄파니아주 나폴리도)
- 레조칼라브리아 광역시 (칼라브리아주 레조칼라브리아도)
- 칼리아리 광역시 (사르데냐 칼리아리도)
- 카타니아 광역시 (시칠리아 카타니아도)
- 메시나 광역시 (시칠리아 메시나도)
- 팔레르모 광역시 (시칠리아 팔레르모도)